# 라스 에르마나스
《라스 에르마나스》(스페인어: Las Hermanas)는 2021년 방영된 필리핀의 드라마이다.